# Eleição municipal de Blumenau em 2012
A eleição municipal de Blumenau em 2012 foi realizada em dois turno, que ocorreram nos dias 7 e 28 de outubro de 2012. A cidade foi às urnas para eleger um prefeito, um vice-prefeito e 15 vereadores no município de Blumenau, no estado de Santa Catarina, no Brasil. O prefeito eleito foi Napoleão Bernardes, do PSDB, com 70,70% dos votos válidos. Bernardes derrotou Jean Kuhlmann no segundo turno, que era o candidato do PSD – o mesmo partido do prefeito incumbente, João Paulo Kleinübing. Para o Legislativo Municipal, o candidato mais bem votado foi o vereador eleito Marcos da Rosa (DEM), que recolheu 5.588 votos (3,11% dos votos válidos).

## Resultados

### Prefeito

#### Primeiro turno
Quatro candidatos disputaram o cargo de Prefeito de Blumenau. Os dois candidatos mais bem votados, Napoleão Bernardes (PSDB) e Jean Kuhlmann (PSD), seguiram para o segundo turno.
| Candidato(a)              | Vice                    | 1º Turno | 1º Turno    |
| Candidato(a)              | Vice                    | Votação  | Votação     |
| Candidato(a)              | Vice                    | Total    | Porcentagem |
| ------------------------- | ----------------------- | -------- | ----------- |
| Napoleão Bernardes (PSDB) | Jovino Cardoso (DEM)    | 71.792   | 38,68%      |
| Jean Kuhlmann (PSD)       | Cesar Botelho (PMDB)    | 57.067   | 30,75%      |
| Ana Paula Lima (PT)       | João Pizzolatti (PP)    | 53.903   | 29,04%      |
| Osni Wagner (PSOL)        | Marcos Bugmann (PSOL)   | 2.845    | 1,53%       |
| Total de votos válidos    | Total de votos válidos  | 185.607  | 100%        |
| Votos em branco           | Votos em branco         | 4.419    | 2,23%       |
| Votos nulos               | Votos nulos             | 7.922    | 4%          |
| Total de votos apurados   | Total de votos apurados | 197.948  | 86,04%      |
| Abstenção                 | Abstenção               | 32.116   | 13,96%      |
| Total de eleitores        | Total de eleitores      | 230.064  | 100%        |

#### Segundo turno
| Candidato(a)              | Vice                    | 2º Turno | 2º Turno    |
| Candidato(a)              | Vice                    | Votação  | Votação     |
| Candidato(a)              | Vice                    | Total    | Porcentagem |
| ------------------------- | ----------------------- | -------- | ----------- |
| Napoleão Bernardes (PSDB) | Jovino Cardoso (PMDB)   | 129.392  | 70,70%      |
| Jean Kuhlmann (PSD)       | Cesar Botelho (PMDB)    | 53.625   | 29,30%      |
| Total de votos válidos    | Total de votos válidos  | 194.307  | 79,65%      |
| Votos em branco           | Votos em branco         | 3.866    | 1,99%       |
| Votos nulos               | Votos nulos             | 7.424    | 3,82%       |
| Total de votos apurados   | Total de votos apurados | 271.820  | 85,46%      |
| Abstenção                 | Abstenção               | 35.757   | 15,54%      |
| Total de eleitores        | Total de eleitores      | 230.064  | 100%        |

### Vereador[2]
| Partido            | Partido            | Candidato               | Votos   | Porcentagem |
| ------------------ | ------------------ | ----------------------- | ------- | ----------- |
|                    | DEM                | Marcos da Rosa          | 5.588   | 3,11%       |
|                    | PSD                | Fabio Fiedler           | 5.542   | 3,09%       |
|                    | PSD                | Mario Hildebrandt       | 5.482   | 3,05%       |
|                    | PDT                | Ivan Naatz              | 5.292   | 2,95%       |
|                    | PSD                | José de Souza           | 4.582   | 2,55%       |
|                    | PSDB               | Jens Mantau             | 3.558   | 1,98%       |
|                    | PMDB               | Beto Tribess            | 3.054   | 1,7%        |
|                    | PT                 | Vanderlei de Oliveira   | 2.812   | 1,57%       |
|                    | PP                 | Cezar Cim               | 2.736   | 1,52%       |
|                    | PR                 | Célio Dias              | 2.606   | 1,45%       |
|                    | PT                 | Jefferson Forest        | 2.581   | 1,44%       |
|                    | PPS                | Oldemar Becker          | 1.990   | 1,11%       |
|                    | PSD                | Robinson Soares         | 4.514   | 2,51%       |
|                    | PSDB               | Marco Antonio Wanrowsky | 2.621   | 1,46%       |
|                    | PT                 | Adriano Pereira         | 2.384   | 1,33%       |
| → Votos brancos    | → Votos brancos    | → Votos brancos         | 9.966   | 5,03%       |
| → Votos nulos      | → Votos nulos      | → Votos nulos           | 8.455   | 4,27%       |
| Total apurado      | Total apurado      | Total apurado           | 197.948 | 86,04%      |
| Abstenção          | Abstenção          | Abstenção               | 32.116  | 13,96%      |
| Total de eleitores | Total de eleitores | Total de eleitores      | 230.064 | 100%        |